# Gerard Butler
Gerard James Butler (Paisley, Skócia, 1969. november 13. –) skót színész, filmproducer, jogász.

## Fiatalkora és tanulmányai
Butler a skóciai Paisley-ban született, ír származású családban. Testvérei közül ő a legfiatalabb. Gyermekkorában másfél évet Kanadában töltött, majd szülei válása után édesanyjával visszaköltöztek Skóciába.
A glasgow-i egyetemen szerzett jogi diplomát, majd egy vezető jogi cégnél dolgozott, amikor látta Irvine Welsh Trainspotting című regényének színpadi változatát, és ez meggyőzte őt arról, hogy hagyja ott a jogot, és próbálkozzon a színészettel. Londonba ment és néhány hónapig alkalmi munkákból tartotta el magát: LEGO játékokat mutatott be és vízmelegítők eladásával foglalkozott. Steven Berkoff színész-rendezővel történt London Café-beli találkozása sorsdöntőnek bizonyult színészi pályája alakulásának szempontjából. Rövidesen részt vett élete első szereplőválogatásán, színházi karrierje a "Coriolanus"-szal indult.

## Pályafutása
A filmvásznon rövid időre feltűnt A holnap markában című James Bond-moziban, hamarosan pedig főszerepeket is játszhatott, például a Drakula 2000 és az Attila, isten ostora címszerepeit. 
Nevét igazán ismertté a Joel Schumacher rendezésében filmre vitt Andrew Lloyd Webber-musical, Az Operaház Fantomja tette. 2007-ben egyebek mellett a Frank Miller képregényéből készült 300 című hollywoodi szuperprodukcióban volt látható I. Leónidasz spártai király szerepében.

## Magánélete
2011 októbere óta Butler ideje nagy részét Los Angelesben és Glasgowban tölti. 2011-ben Butlert a Stanfordi Egyetem Orvosi Központjába szállították, miután szörfözés közben balesetet szenvedett a kaliforniai Mavericks-ben, a Mavericks – Ahol a hullámok születnek című film forgatása során. Butler állapota stabil volt, és még a hét végén kiengedték a kórházból. Egy interjúban kijelentette, hogy nem fogyaszt alkoholt. 2012 februárjában bejelentették, hogy egy rehabilitációs intézményben végigcsinált egy kezeléssorozatot, melyre a színész fájdalomcsillapító-függősége miatt volt szükség. Ez azután történt, hogy Butler aggódni kezdett, amiért túlzottan a vényköteles fájdalomcsillapítók rabjává vált és ez az állapot a szörfbalesete után csak súlyosbodott.
2011-ben Butler jótékonysági mérkőzésen játszott a Celtic FC csapatában, egy olyan futballklubban, amelyet gyermekkora óta támogat.

## Filmográfia

### Film

#### Filmproducer
| Év   | Magyar cím                                        | Eredeti cím               | Megjegyzések                    |
| ---- | ------------------------------------------------- | ------------------------- | ------------------------------- |
| 2006 |                                                   | Wrath of Gods             | - dokumentumfilm - társproducer |
| 2009 | Törvénytisztelő polgár                            | Law Abiding Citizen       |                                 |
| 2011 | Géppisztolyos prédikátor                          | Machine Gun Preacher      | vezető producer                 |
| 2012 | Mavericks – Ahol a hullámok születnek             | Chasing Mavericks         | vezető producer                 |
| 2012 | Kispályás szerelem                                | Playing for Keeps         |                                 |
| 2013 | Támadás a Fehér Ház ellen                         | Olympus Has Fallen        |                                 |
| 2015 |                                                   | Septembers of Shiraz      | nem szerepel a filmben          |
| 2016 | Egyiptom istenei                                  | Gods of Egypt             |                                 |
| 2016 | Támadás a Fehér Ház ellen 2. – London ostroma     | London Has Fallen         |                                 |
| 2016 | Fiam nélkül soha                                  | A Family Man              |                                 |
| 2018 | Gengszterzsaruk                                   | Den of Thieves            |                                 |
| 2018 | Az eltűntek                                       | The Vanishing             |                                 |
| 2018 | A Hunter Killer küldetés                          | Hunter Killer             |                                 |
| 2019 | Azok, kik követik                                 | Them That Follow          | nem szerepel a filmben          |
| 2019 | Támadás a Fehér Ház ellen 3. – A védangyal bukása | Angel Has Fallen          |                                 |
| 2020 | Greenland – Az utolsó menedék                     | Greenland                 |                                 |
| 2021 | Zsaru butik                                       | Copshop                   |                                 |
| 2022 | A nyoma vesztett                                  | Last Seen Alive           |                                 |
| 2023 | A gép                                             | Plane                     |                                 |
| 2023 | Kandahár                                          | Kandahar                  |                                 |
| 2025 | Gengszterzsaruk: Pantera                          | Den of Thieves 2: Pantera |                                 |

#### Színész
| Év   | Magyar cím                                                | Eredeti cím                                | Szerep                              | Magyar hang       | Rendező                 |
| ---- | --------------------------------------------------------- | ------------------------------------------ | ----------------------------------- | ----------------- | ----------------------- |
| 1997 | A holnap markában                                         | Tomorrow Never Dies                        | Főmatróz, Devonshire hadihajó       | Welker Gábor      | Roger Spottiswoode      |
| 1997 | Botrány a birodalomban                                    | Mrs. Brown                                 | Archie Brown                        | Dányi Krisztián   | John Madden             |
| 1998 | Talos, a múmia                                            | Tale of the Mummy                          | Burke                               | Czvetkó Sándor    | Russell Mulcahy         |
| 1999 | Még egy csók                                              | One More Kiss                              | Sam                                 |                   | Vadim Jean              |
| 2000 | Drakula 2000                                              | Dracula 2000                               | Drakula / Iskarióti Júdás           | Haás Vander Péter | Patrick Lussier         |
| 2001 | A felejtés virágai                                        | Harrison's Flowers                         | Chris Kumac fotóriporter            | Király Attila     | Elie Chouraqui          |
| 2001 |                                                           | Jewel of the Sahara (rövidfilm)            | Charles Belamy kapitány             |                   | Ariel Vromen            |
| 2001 |                                                           | Please! (rövidfilm)                        | Peter                               |                   | Paul Black              |
| 2002 | Stukker                                                   | Shooters                                   | Jackie Junior                       | Papp Dániel       | Colin Teague            |
| 2002 | 2020: A tűz birodalma                                     | Reign of Fire                              | Creedy                              | Lux Ádám          | Rob Bowman              |
| 2003 | Idővonal                                                  | Timeline                                   | André Marek                         | Dózsa Zoltán      | Richard Donner          |
| 2003 | Lara Croft: Tomb Raider 2. – Az élet bölcsője             | Lara Croft Tomb Raider: The Cradle of Life | Terry Sheridan                      | Széles Tamás      | Jan de Bont             |
| 2004 | Kedves Frankie                                            | Dear Frankie                               | Az idegen                           | Czvetkó Sándor    | Shona Auerbach          |
| 2004 | Az operaház fantomja                                      | Phantom of the Opera                       | A fantom                            |                   | Joel Schumacher         |
| 2005 | A foci hőskora                                            | The Game of Their Lives                    | Frank Borghi                        | Welker Gábor      | David Anspaugh          |
| 2005 | Beowulf – A hős és a szörnyeteg                           | Beouwlf & Grendel                          | Beowulf                             | Széles László     | Sturla Gunnarsson       |
| 2007 | Utóirat: Szeretlek                                        | P.S. I Love You                            | Gerry Kennedy                       | Széles László     | Richard LaGravenese     |
| 2007 | Próbatétel                                                | Butterfly on a Wheel                       | Neil Randall                        | Kamarás Iván      | Mike Barker             |
| 2007 | 300                                                       | 300                                        | I. Leónidasz spártai király         | Kőszegi Ákos      | Zack Snyder             |
| 2008 | Spíler                                                    | RocknRolla                                 | Egy-Két                             | Fekete Ernő       | Guy Ritchie             |
| 2008 | Nim szigete                                               | Nim's Island                               | Jack Rusoe / Alex Rover             | Czvetkó Sándor    | Jennifer Flackett       |
| 2009 |                                                           | Tales of the Black Freighter               | Kapitány (hangja)                   |                   | Daniel Del              |
| 2009 | Mike Smith                                                | Tales of the Black Freighter               | Kapitány (hangja)                   |                   |                         |
| 2009 | Gamer – Játék a végsőkig                                  | Gamer                                      | John Tillman (Kable)                | Fekete Ernő       | Brian Taylor            |
| 2009 | Törvénytisztelő polgár                                    | Law Abiding Citizen                        | Clyde Alexander Shelton             | Széles László     | F. Gary Gray            |
| 2009 | A csúf igazság                                            | The Ugly Truth                             | Mike Chadway                        | Széles László     | Robert Luketic          |
| 2010 | Exférj újratöltve                                         | The Bounty Hunter                          | Milo Boyd                           | Fekete Ernő       | Andy Tennant            |
| 2010 | Így neveld a sárkányodat                                  | How to Train Your Dragon                   | Pléhpofa (hangja)                   | Rosta Sándor      | Chris Sanders           |
| 2010 | Így neveld csonttörő sárkányodat (rövidfilm)              | Legend of the Boneknapper Dragon           | Pléhpofa (hangja)                   | Rosta Sándor      | John Puglisi            |
| 2011 | Coriolanus                                                | Coriolanus                                 | Tullus Aufidius                     | Kőszegi Ákos      | Ralph Fiennes           |
| 2011 | Géppisztolyos prédikátor                                  | Machine Gun Preacher                       | Sam Childers                        | Széles László     | Marc Forster            |
| 2011 | Így neveld a sárkányodat: Tüzes kis ajándékok (rövidfilm) | Gift of the Night Fury                     | Pléhpofa (hangja)                   | Rosta Sándor      | Tom Owens               |
| 2012 | Mavericks – Ahol a hullámok születnek                     | Chasing Mavericks                          | Frosty Hesson                       | Széles László     | Michael Apted           |
| 2012 | Kispályás szerelem                                        | Playing for Keeps                          | George Dryer                        | Széles László     | Gabriele Muccino        |
| 2013 | Movie 43: Botrányfilm                                     | Movie 43                                   | Chaun, a kobold                     | Széles László     | Brett Ratner            |
| 2013 | Támadás a Fehér Ház ellen                                 | Olympus Has Fallen                         | Mike Banning                        | Kőszegi Ákos      | Antoine Fuqua           |
| 2014 | Így neveld a sárkányodat 2.                               | How to Train Your Dragon 2                 | Pléhpofa (hangja)                   | Rosta Sándor      | Dean DeBlois (1.)       |
| 2014 | 300: A birodalom hajnala                                  | 300: Rise of an Empire                     | I. Leónidasz spártai király (cameo) | Kőszegi Ákos      | Noam Murro              |
| 2016 | Egyiptom istenei                                          | Gods of Egypt                              | Széth                               | Sarádi Zsolt      | Alex Proyas             |
| 2016 | Támadás a Fehér Ház ellen 2. – London ostroma             | London Has Fallen                          | Mike Banning                        | Kőszegi Ákos      | Babak Najafi            |
| 2016 | Fiam nélkül soha                                          | A Family Man                               | Dane Jensen                         | Kőszegi Ákos      | Mark Williams           |
| 2017 | Űrvihar                                                   | Geostorm                                   | Jacob „Jake” Lawson                 | Kőszegi Ákos      | Dean Devlin             |
| 2018 | Gengszterzsaruk                                           | Den of Thieves                             | Nicholas „Nagy Nick” O'Brien        | Sarádi Zsolt      | Christian Gudegast (1.) |
| 2018 | Az eltűntek                                               | The Vanishing                              | James Ducat                         | Kőszegi Ákos      | Kristoffer Nyholm       |
| 2018 | A Hunter Killer küldetés                                  | Hunter Killer                              | Joe Glass kapitány                  | Kőszegi Ákos      | Donovan Marsh           |
| 2019 | Így neveld a sárkányodat 3.                               | How to Train Your Dragon: The Hidden World | Pléhpofa (hangja)                   | Rosta Sándor      | Dean DeBlois (2.)       |
| 2019 | Támadás a Fehér Ház ellen 3. – A védangyal bukása         | Angel Has Fallen                           | Mike Banning                        | Kőszegi Ákos      | Ric Roman Waugh (1.)    |
| 2020 | Greenland – Az utolsó menedék                             | Greenland                                  | John Garrity                        | Kőszegi Ákos      | Ric Roman Waugh (2.)    |
| 2021 | Zsaru butik                                               | Copshop                                    | Bob Viddick                         | Kőszegi Ákos      | Joe Carnahan            |
| 2022 | A nyoma vesztett                                          | Last Seen Alive                            | Will Spann                          | Kőszegi Ákos      | Brian Goodman           |
| 2023 | A gép                                                     | Plane                                      | Brodie Torrance                     | Kőszegi Ákos      | Jean-François Richet    |
| 2023 | Kandahár                                                  | Kandahar                                   | Tom Harris                          | Kőszegi Ákos      | Ric Roman Waugh (3.)    |
| 2025 | Gengszterzsaruk: Pantera                                  | Den of Thieves 2: Pantera                  | Nicholas „Nagy Nick” O'Brien        | Kőszegi Ákos      | Christian Gudegast (2.) |
| 2025 | Így neveld a sárkányodat                                  | How to Train Your Dragon                   | Pléhpofa                            | Schneider Zoltán  | Dean DeBlois (3.)       |

### Televízió

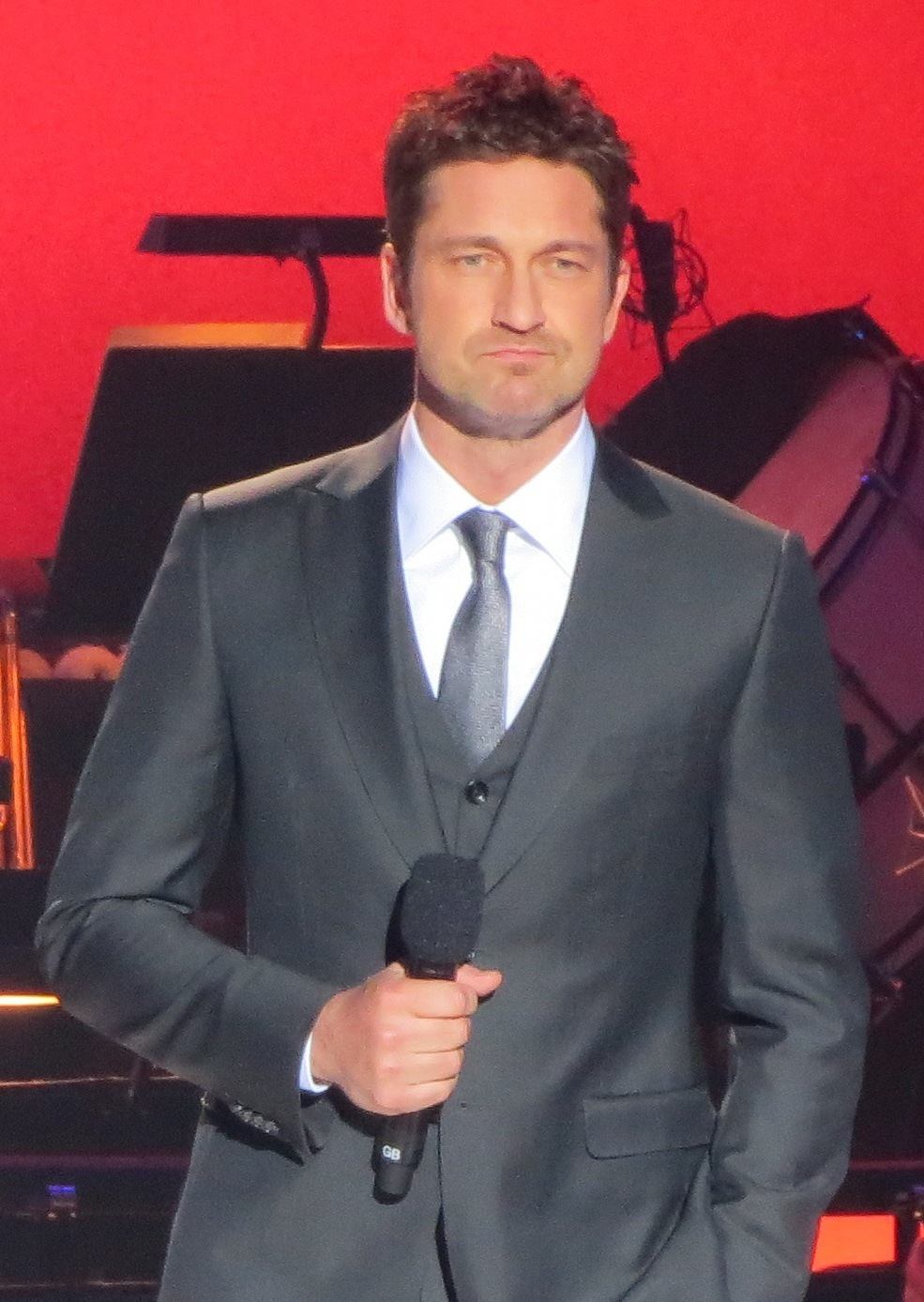
A 2012-es Nobel-békedíj koncertjén Osloban

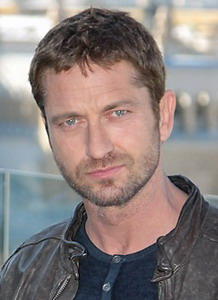
2013 márciusában

| Év   | Magyar cím                 | Eredeti cím                                      | Szerep                         | Megjegyzések               | Ref.   |
| ---- | -------------------------- | ------------------------------------------------ | ------------------------------ | -------------------------- | ------ |
| 1998 |                            | The Young Person's Guide to Becoming a Rock Star | Marty Claymore                 | 6 epizód                   | [ 11 ] |
| 1998 |                            | Little White Lies Part 1                         | Peter                          | tévéfilm                   | [ 12 ] |
| 1998 |                            | Little White Lies Part 2                         | Peter                          | tévéfilm                   | [ 13 ] |
| 1999 | Lucy Sullivan férjhez megy | Lucy Sullivan Is Getting Married                 | Gus                            | 14 epizód                  | [ 11 ] |
| 2001 |                            | An Unsuitable Job for a Woman                    | Tim Bolton                     | 1 epizód                   | [ 14 ] |
| 2001 | Attila, Isten ostora       | Attila                                           | Attila                         | minisorozat                | [ 15 ] |
| 2002 |                            | The Jury                                         | Johnnie Donne                  | 6 epizód                   | [ 16 ] |
| 2009 | Saturday Night Live        | Saturday Night Live                              | házigazda / egyéb szerepek     | vendégszereplő             | [ 17 ] |
| 2024 |                            | Ark: The Animated Series                         | Gaius Marcellus Nerva (hangja) | animációs sorozat          | [ 18 ] |
| 2024 |                            | Paris Has Fallen                                 | nem szerepel                   | 8 epizód (vezető producer) |        |